# Novoorsky (distrito)
Novoorsky (em russo:  Новоо́рский райо́н) é um distrito administrativo e municipal (raion), um dos trinta e cinco do Oblast de Oremburgo, Rússia. A área do distrito é de 2.900 quilômetros quadrados. Seu centro administrativo é a localidade rural (um assentamento) de Novoorsk.

## População
A população de Novoorsk representa 38,4% da população total do distrito.
| 1983   | 2002   | 2010   |
| ------ | ------ | ------ |
| 34.231 | 33.085 | 29.428 |